# Skinhead trojan
Skinhead trojan (também conhecido como skinhead tradicional, skinhead trad ou apenas trad skin) é um indivíduo que se identifica com a subcultura skinhead original britânica do final dos anos sessenta, quando o ska, rocksteady, reggae e soul eram populares, e houvia uma forte ênfase na influência do estilo de vestuário mod. Nomeado após a gravadora Trojan Records, os skinheads se identificam com a subcultura rude boy jamaicana e com a classe trabalhadora britânica dos mod roots.
Devido à sua apreciação da música tocada por negros, eles tendem a não serem racistas, muitos são até mesmo anti-racistas, estando associada a grupos como o SHARP (Skinheads Against Racial Prejudice) contrário dos skinheads white powers (uma facção que se desenvolveu no final dos anos setenta, com a ajuda do British National Front (Frente Nacional Britânica, NF). Os skinheads trojan geralmente se vestem num estilo skinhead típico dos anos sessenta, que inclui itens como: camisas button-down Ben Sherman, camisas polo Fred Perry, cintas, ternos equipados, pulôveres, blusas sem mangas, jaquetas Harrington e casacos Crombie. O cabelo é geralmente raspado entre 2 e 4 centímetros (curto, mas não careca), em contraste com os cabelos curtos dos punks influenciados pelos Oi! skins dos anos oitenta.

## O nascimento do punk e do abandono das origens

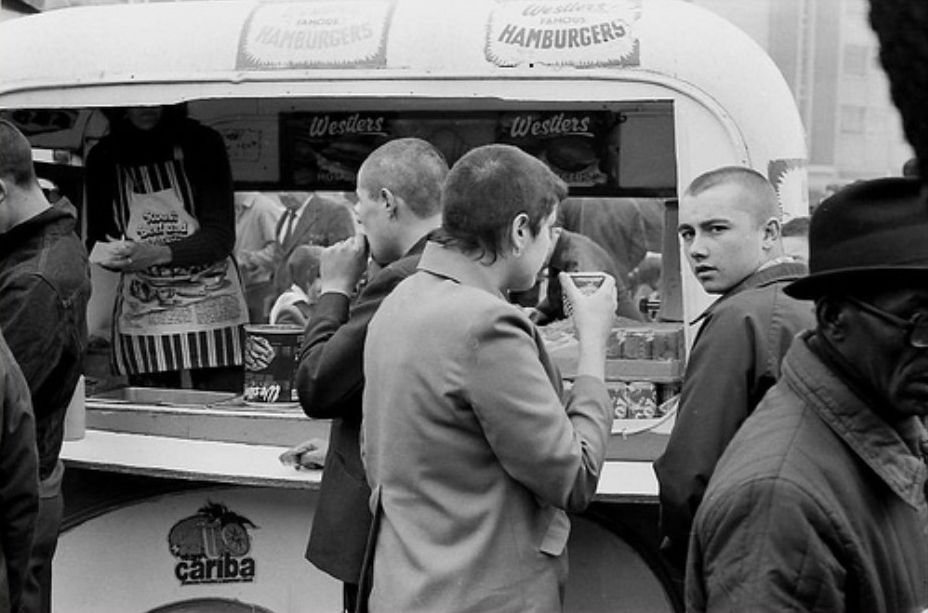
Trad skins e rude boys em Londres, 1981.

Durante a primeira metade da década de 1970, o movimento skinhead estava em declínio. É com o nascimento do punk 77 e o declínio da música jamaicana que o skinhead volta à vida, trazendo de volta em voga, no entanto um culto diferente do original, agora com a nova música classificada como Oi! uma espécie de punk rock ruaceiro da classe proletária. Enquanto o vestuário foram os traços do skinhead "trabalhador": botas, suspensórios, camisas xadrez, jaqueta, cabeça raspada e calças jeans. Na década de 1980, alguns skinheads tentaram retornar às antigas raízes do movimento, influenciado pela cultura mod e os rude boys jamaicanos e a maioria sem influências da política, em oposição à nova geração de skinheads que tinham abandonado as raízes dos anos sessenta e apoiado a música punk que ia surgindo, muitas vezes proclamando ativistas políticos. Daí o termo skinheads trojan é atribuído também para aqueles indivíduos que posteriormente preservam a cultura original e não apenas ao movimento original sessentista.
Foi precisamente por causa destes ocorridos, que nasceu em Nova York, em torno de meados dos anos oitenta, a organização SHARP (Skinheads Against Racial Prejudice), com a intenção de restaurar as antigas raízes, identificando-se como apolíticos e reagrupamento skinheads com diferentes pontos de vista políticos, mas só anti-racistas, em oposição ao racismo e aos skins neo-nazistas. A organização foi mais tarde também exportada para a Europa, graças a Roddy Moreno, líder do Oppressed.
Esta organização optou por se identificar com o logotipo de capacete troiano, que pertencia à mesma gravadora Trojan Records (selo inglês de música negra que se caracterizou no primeiro movimento skinhead politizado), desejando assim simbolizar a ligação entre a organização e não de idade, as origens político e anti-racista dos anos sessenta e parte dos anos setenta. Também por esta razão, eles decidiram mudar o nome "skinhead tradicional" para "skinhead trojan".

### Spirit of '69
The Spirit of '69 é a frase usada por skinheads tradicionais, para comemorar o que eles identificam como auge da subcultura skinhead de 1969. A frase foi popularizada por um grupo de skinheads escocêses Glasgow Spy Kids. Após ser usado no título do livro que conta a história dos skinhead, Spirit of 69: A Skinhead Bible, levou os skinheads a adotá-la em todo o mundo. O livro foi publicado no início de 1990 pelo autor George Marshall, um skinhead de Glasgow. No documentário Spirit of '69: A Skinhead Bible de Marshall mostra as origens e o desenvolvimento da subcultura skinhead, descrevendo os elementos, tais como música, vestuário e política na tentativa de refutar muitas percepções populares sobre skinheads, como a mais comum que diz que todos eles são racistas.

## Artistas relacionados
- Laurel Aitken
- Desmond Dekker
- Symarip
- The Upsetters
- Judge Dread
- The Ethiopians
- Tommy McCook
- Derrick Morgan
- The Pioneers